# نوسان‌ساز
پیش‌نمایش خلاصۀ ویرایش:
(ساختن پاس و نوسان)
نوسان‌ساز یا اُسیلاتور (به انگلیسی: Oscillator)، یک مدار الکتریکی است که سیگنال تکرارشونده (نوسانی) تولید می‌کند، اغلب یک موج سینوسی یا مربعی.

یک نوسان‌ساز ساده با آپ‌امپ.

نوسان‌سازها گوناگون هستند، اگرچه اصول عملکردشان کم‌وبیش یک‌سان است. در دستگاه‌های الکترونیکی، از آن‌ها، گسترده استفاده می‌شود، و بدون آنها عمل‌کرد دستگاه‌ها ناممکن است. نمونه‌هایی از کاربرد نوسان‌سازها عبارتند از تولید موج حامل در فرستنده‌های رادیویی، تولید سیگنال ساعت در سیستم‌های دیجیتالی مانند رایانه‌ها، یا چراغ راهنمای چشمک‌زن در اتومبیل‌.
نوسان‌سازها را می‌توان از نظر فرکانس خروجی‌شان دسته‌بندی کرد، اگر چه این دسته‌بندی چندان جامع و دقیق نیست؛
- نوسان‌ساز صوتی، فرکانس‌هایی را در محدوده صوتی تولید می‌کند، تقریباً از ۲۰ هرتز تا ۲۰ کیلوهرتز.
- نوسان‌ساز رادیویی، سیگنال‌هایی را در محدوده فرکانس رادیویی از ۱۰۰ کیلوهرتز تا حدود ۱۰۰ گیگاهرتز تولید می‌کند.
- نوسان‌ساز فرکانس کم، سیگنال‌هایی را با فرکانس‌های زیر ۲۰ هرتز تولید می‌کند.
- نوسان‌سازهایی با فرکانس 20 تا 150 کیلوهرتز، که در منابع تغذیه سوییچینگ استفاده می‌شود.

نوسان‌ساز را نباید با مولد برق یکی دانست، اگرچه هر دو، موج سینوسی تولید می‌کنند، اما اصول عملکرد و کاربردهای آنها کاملاً متفاوت است.

## نوسان‌ساز خطی
نوسان‌ساز هارمونیک، یا خطی، موج سینوسی تولید می‌کند، و دو نوع دارد.

### نوسان‌سازبازخوردی
رایج‌ترین نوسان‌ساز خطی، از یک تقویت‌کننده مانند یک ترانزیستور یا آپ‌اَمپ که در یک حلقه فیدبک قرار گرفته تشکیل شده، به گونه‌ای که خروجی تقویت‌کننده، از طریق یک فیلتر مناسب فرکانس نوسان، برای تولید فیدبک مثبت به ورودی‌اش بازگشت داده‌می‌شود. هر بار که تقویت‌کننده روشن می‌شود (وقتی ولتاژ منبع به آن اِعمال می‌شود و جریان برای اولین بار در مدار به گردش درمی‌آید)، آشفتگی اولیهٔ (گذرا) ناشی از اِعمال ولتاژ به مدار، سیگنال ضعیفی را پدید می‌آورد، و نوسان‌سازی آغاز می‌شود؛ سیگنال در حلقه می‌چرخد، تقویت و فیلتر می‌شود، و به سرعت به یک موج سینوسی پایدار با فرکانسی مشخص تبدیل می‌شود.

بلوک‌دیاگرام یک نوسان‌ساز خطی فیدبک‌دار. خروجی vo تقویت‌کننده A با از راه فیلتر β(jω) به ورودی vf بازمی‌گردد.

مدارهای نوسان‌ساز فیدبک دار می‌توانند از نظر فیلتر انتخاب‌کننده فرکانس که در حلقه فیدبک استفاده می‌کنند، طبقه‌بندی شوند؛
- در نوسان‌ساز RC، فیلتر از مقاومت‌ و خازن‌ تشکیل می‌شود. نوسان‌سازهای RC بیشتر در فرکانس‌های کم استفاده می‌شوند؛ در محدوده صوت. از نوسان‌سازهای RC رایج، نوسان‌ساز تغییر فاز و نوسان‌ساز پل وین است.
- در نوسان‌ساز LC، فیلتر، یک مدار تشدید، شامل القاگر و خازن موازی است. بار خازن از راه القاگر کم و زیاد می‌شود، و بنابراین مدار تشدید می‌تواند انرژی الکتریکی نوسانی را در فرکانس تشدید ذخیره کند. مدار تشدید، کمی اتلاف انرژی دارد، که تقویت‌کننده آن را جبران می‌کند. نوسان‌سازهای LC اغلب در فرکانس‌های رادیویی استفاده می‌شوند، وقتی یک منبع فرکانس تنظیم‌پذیر لازم است؛ مانند مولد سیگنال، یا فرستنده-گیرنده‌های رادیویی. نوسان‌سازهای هارتلی (Hartley)، کولپیتس (Colpitts) و کِلاپ (Clapp)، مثال‌هایی از نوسان‌سازهای LC هستند.

دو نوسان‌گر LC؛ هارتلی و کلپیتس

- در نوسان‌ساز کریستالی، فیلتر، یک کریستال پیزوالکتریک (معمولاً کریستال کوارتز) است. کریستال، ارتعاش مکانیکی می‌کند، و فرکانس ارتعاش آن، فرکانس نوسان‌ساز را تعیین می‌کند. کریستال، ضریب کیفیت (Q) بسیار زیاد، و پایداری دمایی بهتری نسبت به مدارهای تنظیم‌شده (tuned circuits) دارد. بنابراین نوسان‌سازهای کریستالی پایداری فرکانسی بهتری نسبت به نوسان‌سازهای LC و RC دارند. نوسان‌ساز کریستالی برای تثبیت بهتر فرکانس فرستنده‌های رادیویی، و تولید سیگنال کلاک کامپیوترها و ساعت‌های کوارتز استفاده می‌شود. مدار نوسان‌سازهای کریستالی اغلب مشابه نوسان‌سازهای LC است که در آنها کریستال جایگزین مدار تشدید می‌شود. کریستال‌های کوارتز اغلب به فرکانس ۳۰ مگاهرتز یا کمتر محدودند. افزاره‌های موجِ آکوستیک سطحی (surface acoustic wave)، نوع دیگری از تشدیدگرهای پیزوالکتریکی هستند که در نوسان‌سازهای کریستالی استفاده می‌شوند، و می‌توانند به فرکانس‌های بالاتر برسند.

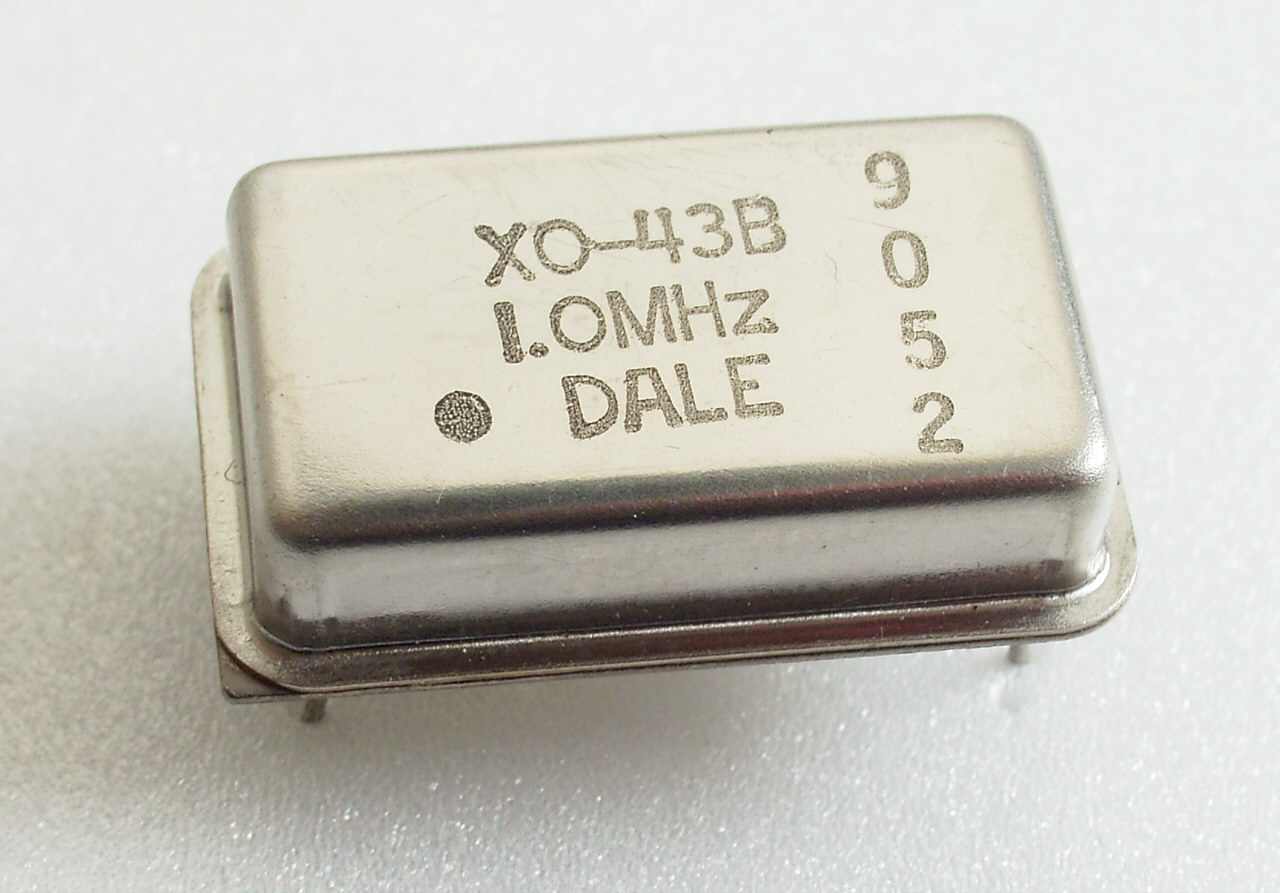
نوسان‌ساز الکترونیکی 1 مگاهرتز که از خاصیت تشدید یک کریستال کوارتز داخلی برای کنترل فرکانس استفاده می کند و سیگنال ساعت را برای دستگاه‌های دیجیتالی مانند رایانه فراهم می‌کند.

### نوسان‌ساز با مقاومت منفی
علاوه بر نوسان‌سازهای بازخوردی که از تقویت‌کننده ترانزیستوری یا آپ‌اَمپی استفاده می‌کنند، نوسان‌سازهای خطی می‌توانند با استفاده از قطعاتی با مقاومت منفی، مانند لامپ مگنترون ،دیود تونلی و دیود گان ساخته شوند. نوسان‌سازهای مقاومت منفی اغلب در فرکانس‌های زیاد، در محدوده ریزموج، استفاده می‌شوند، چون نوسان‌سازهای بازخوردی در این فرکانس‌ها عملکرد ضعیفی دارند. در نوسان‌سازهای مقاومت منفی، مدار تشدید، مانند مدار LC یا کریستال، به قطعهٔ دارای مقاومت منفی وصل‌شده و ولتاژ بایاس برای فراهم‌شدن انرژی اعمال می‌شود. مدار تشدید، خود، تقریباً یک نوسان‌ساز است، و زمانی که برانگیخته می‌شود، انرژی را به‌صورت نوسان الکتریکی ذخیره می‌کند، اما چون مقاومت اندکی هم دارد (یا سایر اتلاف‌ها در مدار)، نوسان آن میرا می‌شود. مقاومت منفی، این اتلاف انرژی در تشدیدگر را جبران می‌کند.
نمونه‌هایی از مدارهای نوسان‌ساز خطی عبارتند از؛
- نوسان‌ساز آرمسترانگ
- نوسان‌ساز هارتلی
- نوسان‌ساز کولپیتس
- نوسان‌ساز کلاپ
- نوسان‌ساز خط تأخیر
- نوسان‌ساز کریستالی
- نوسان‌ساز تغییر فاز
- نوسان‌ساز پل وین
- نوسان‌ساز وکر
- نوسان‌ساز رابینسون
- نوسان‌ساز پیِرس
- نوسان‌ساز میلر

## نوسان‌ساز غیرخطی یا واهُلِشی
نوسان‌ساز غیرخطی، واهُلِشی (به انگلیسی: Relaxation) یا رِیلَکسِیشِن (که به اشتباه، رلاکسیون گفته می‌شود)، موج مربعی، دندانه‌اره‌ای یا مثلثی می‌سازد .این نوسان‌ساز شامل یک ذخیره‌کننده انرژی (خازن، یا به‌ندرت، القاگر) و یک سوییچ‌ غیرخطی (اشمیت‌تریگر، یا مقاومت منفی) است. سوییچ‌ غیرخطی، ذخیره‌کنندهٔ انرژی را متناوب شارژ و دشارژ می‌کند و باعث تغییر ناگهانی در شکل موج خروجی می‌شود.

بلوک‌دیاگرام یک نوسان‌ساز مقاومت منفی. در برخی از آن‌ها، مقاومت منفی با مدار تشدید، موازی می‌شود.

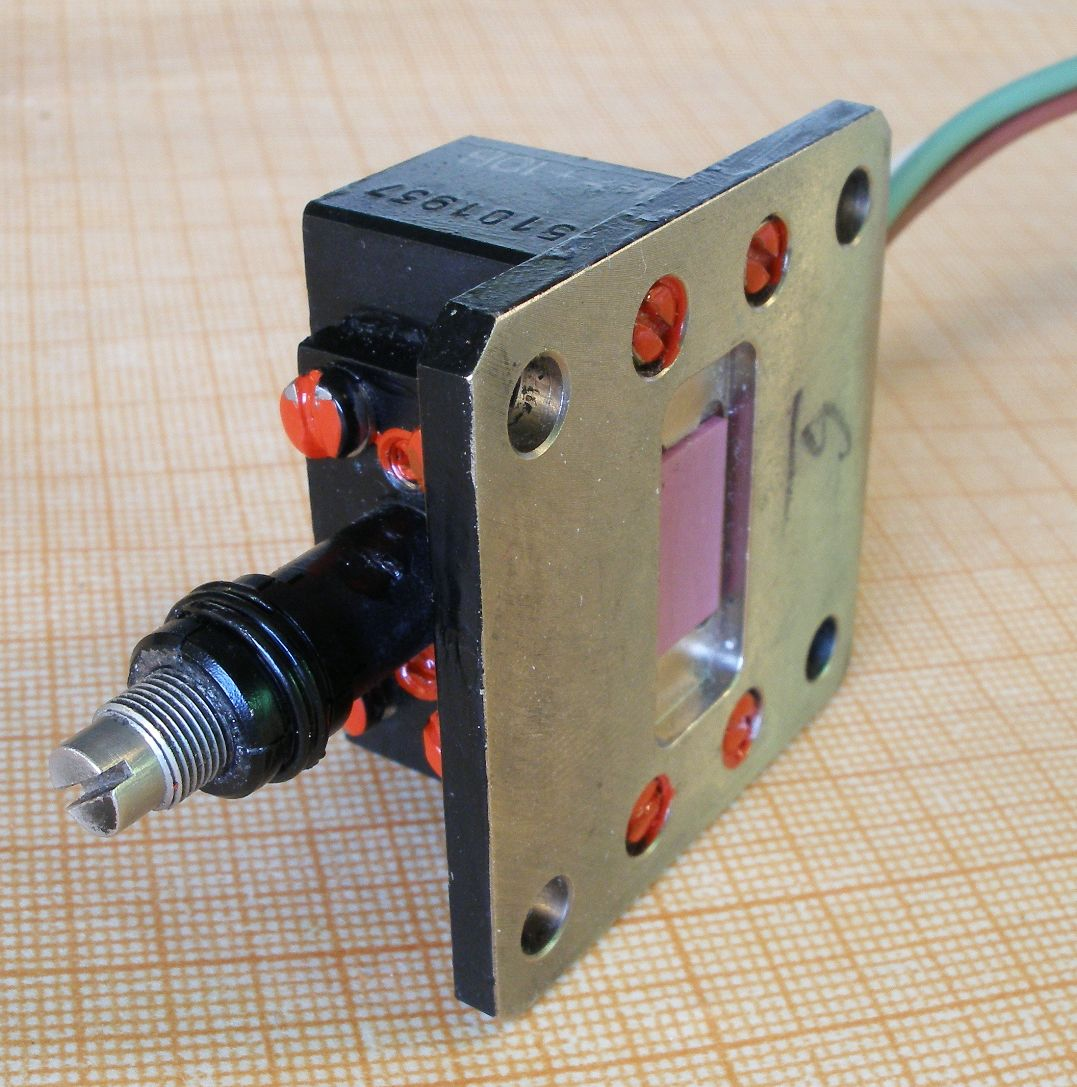
یک نوسان‌ساز مایکروویو با مقاومت منفی، ساخته‌شده از یک دیود Gunn در یک تشدیدکننده کاواک. مقاومت منفی دیود، نوسانات مایکروویو را در کاواک تحریک می‌کند، که از دریچه به موج‌بر می‌رود.

↵نوسان‌ساز واهُلِشی، در دستگاه‌های ساده و ارزان، برای تولید سیگنال ساعت (کلاک) تایمرها و شُمارنده‌ها استفاده می‌شود، اگرچه نوسان‌سازهای کریستالی اغلب به دلیل پایداری بیشتر، ترجیح داده‌می‌شوند. نوسان‌سازهای موج مثلثی یا دندانه‌اره‌ای در مدارهای مولد مبنای زمان (به انگلیسی: time base) در اسیلوسکوپ‌های آنالوگ و تلویزیون نیز استفاده می‌شدند. مدار چراغ راهنمای چشمک‌زن اتومبیل‌ها نیز از این نوسان‌ساز استفاده می‌کند.